# Polska Grupa Pocztowa
Polska Grupa Pocztowa S.A. (PGP) – prywatne przedsiębiorstwo świadczące usługi pocztowe. Rozpoczęło swoją działalność w sierpniu 2006 roku. Działa na podstawie zaświadczenia o wpisie do Rejestru Operatorów Pocztowych pod numerem B-00167. Siedziba mieści się w Warszawie (adres korespondencyjny: ul. Żupnicza 17 03-821 Warszawa).
Od 17 czerwca 2010 roku stała się jednym z członków założycieli Ogólnopolskiego Związku Pracodawców Niepublicznych Operatorów Pocztowych. Firma jako jedna z pierwszych wygrała z Pocztą Polską (w 2013) przetarg na doręczanie korespondencji dla sądów i prokuratur (jako tańsza od Poczty Polskiej o 84 mln zł).
Planowała dodatkowo ustawienie awizomatów.
W 2015 prywatny operator pocztowy InPost przejął 100 proc. akcji Polskiej Grupy Pocztowej.